# Bela Palanka
Bela Palanka (v srbské cyrilici Бела Паланка) je město v jihovýchodní části centrálního Srbska poblíž hranice s Bulharskem. Patří k menším městům; v roce 2011 zde žilo 8 112 obyvatel. Administrativně je součástí Pirotského okruhu. Nachází se v mírně zvlněné oblasti; průměrná nadmořská výška se pohybuje okolo 400 m. Městem protéká řeka Nišava.
Na území města se nachází archeologické naleziště rozvalin starověkého města Remesiana.
Místním rodákem je fotbalista Rajko Mitić (1922-2008)